# Noordelijke Kraj
De Noordelijke Kraj (Russisch: Северный край)  was een kraj van de RSFSR. De kraj lag in het noorden van Europees Rusland. De kraj bestond van 1929 tot 1936. Het gebied van de oblast is tegenwoordig verdeeld tussen de oblasten Archangelsk, Vologda,  Kostroma en Kirov, de autonome okroeg Nenetsië en de autonome republiek Komi. De hoofdstad ervan was Archangelsk.

## Geschiedenis
De kraj ontstond op 14 januari 1929 toen het Heel-Russisch Centraal Uitvoerend Comité  de gouvernementen Archangelsk, Vologda en Noordelijke Dvina en de Komi-Zurjeense Autonome Oblast met elkaar samenvoegde.
Op 15 juli 1929 vaardigde het Heel-Russisch Centraal Uitvoerend Comité een decreet uit waarbij de noordelijke kraj opgedeeld werd in districten behalve de Komi-Zurjeense Autonome Oblast, met de hoofdstad Oest-Syktyvkar en de eilanden Vajgats, Kolgoejev, Matvejev, Nova Zembla, Solovetski en Frans Jozefland die intact bleven. De rest van het gebied werd ingedeeld in districten of okroegen.
De okroegen waren
- okroeg Archangelsk (Archangelsk)
- okroeg Nenets
- okroeg Noordelijke Dvina (Veliki Oestjoeg);
- okroeg Njandoma (Njandoma)
- okroeg Vologda (Vologda)

De bestaande districten (oejezden) van de opgeheven districten uit het keizerrijk Rusland werden nog steeds gebruikt, maar daarnaast werden ook nieuwe districten (rajons). Bij hetzelfde decreet werd de kraj ingedeeld in districten, waarbij alle okroegen en de Komi-Zurjeense Autonome Oblast verdeeld werden in districten. De eilanden in de Noordelijke IJszee vielen onder de van het Uitvoerend Comité voor de krajs.
In juli 1930 werden de okroegen afgeschaft. De okroeg Nenets werd de autonome okroeg Nenetsië, de Komi-Zurjeense Autonome Oblast bleef intact en de districten van de vier andere oblasten vielen direct onder de regering van de kraj.
Op 25 augustus 1930 bestond de kraj uit:
- De steden Arkhangelsk en Vologda;
- Het nationale district Nenetsie;
- Komi-Zurjeense Autonome Oblast;
- Vijftig districten die onder de regering van de kraj vielen;
- De eilanden in de Noordelijke IJszee en de Solovetski-eilanden

Er vonden tussen 1930 en 1936 een aantal veranderingen in de samenstelling van de districten  plaats. Sommige districten werden afgeschaft, andere werden hernoemd en er werden nieuwe districten opgesteld. Op 10 februari 1934 werden Nova Zembla, Vajgatsj en een aantal kleinere eilanden in de Barentszzee en de Karazee onderdeel van het nationale district Nenetsie. Op 5 maart 1936 werd het okroeg Petsjorsk opgericht. De okroeg ontstond uit de districten Izjemsk, Troitsko-Petsjorsk, Oest-Tsilemsk, en Oest-Oesinsk die onderdeel van de Komi-Zurjeense Autonome Oblast waren. Dit was het gevolg van mijnbouw in de kraj.
Bij de grondwet van de Sovjet-Unie van 1936 werd de noordelijke kraj afgeschaft en het grondgebied werd verdeeld over de Noordelijke Oblast en de republiek Komi.